# Oakland (Iowa)
Oakland és una població dels Estats Units a l'estat d'Iowa. Segons el cens del 2000 tenia 1.487 habitants.

## Demografia
Segons el cens del 2000, Oakland tenia 1.487 habitants, 600 habitatges, i 397 famílies. La densitat de població era de 380,2 habitants/km².
Dels 600 habitatges en un 29,8% hi vivien nens de menys de 18 anys, en un 55,8% hi vivien parelles casades, en un 7,8% dones solteres, i en un 33,8% no eren unitats familiars. En el 30,5% dels habitatges hi vivien persones soles el 16,2% de les quals corresponia a persones de 65 anys o més que vivien soles. El nombre mitjà de persones vivint en cada habitatge era de 2,37 i el nombre mitjà de persones que vivien en cada família era de 2,91.
Per edats la població es repartia de la següent manera: un 24,3% tenia menys de 18 anys, un 7,6% entre 18 i 24, un 24,9% entre 25 i 44, un 21,5% de 45 a 60 i un 21,7% 65 anys o més.
L'edat mediana era de 40 anys. Per cada 100 dones de 18 o més anys hi havia 86 homes.
La renda mediana per habitatge era de 37.961 $ i la renda mediana per família de 48.092 $. Els homes tenien una renda mediana de 31.569 $ mentre que les dones 22.902 $. La renda per capita de la població era de 19.205 $. Entorn del 4,8% de les famílies i el 6,1% de la població estaven per davall del llindar de pobresa.

## Poblacions més properes
El següent diagrama mostra les poblacions més properes.